# デヘラードゥーン
デヘラードゥーン（ヒンディー語:  देहरादून [d̪eːɦ.ɾäː.d̪ũːn̪]、英語: Dehradun）は、インドのウッタラーカンド州（旧ウッタラーンチャル州）の冬の州都である。2020年現在の人口は約80万人、2021年現在の都市圏人口は約137万人で、ヒマラヤ山脈上にある都市としてはネパールのカトマンズに次いで2番目の人口を抱える。
2000年にウッタラーカンド州が成立したとき、デヘラードゥーンが暫定州都とされた。その後2020年6月に、デヘラードゥーンを冬の州都、ゲールセーンを夏の州都とすることが正式に定められた。
日本語では「デーラドゥン」や「デラドゥン」と表記される事も多い。

## 歴史
デヘラードゥーンはシク教第7代グルであるグル・ハル・ラーイの子のラーム・ラーイ (Baba Ram Rai) によって1676年に設立された宿営地が元になっている。当時この地はガルワール王国に属していたが、ガルワール王はラーム・ラーイにドゥーン渓谷の一部の土地を寄贈した。ドゥーンに作られた宿営地（डेरा ḍerā）であるため、宿営地のまわりに発達した町はデーラー・ドゥーンと呼ばれた。デヘラードゥーンにはラーム・ラーイに捧げられた寺院（グルドワーラー）がある。ホーリーの5日後に毎年ジャンダー・メーラ（旗祭り）というシク教の大きな祭りがある。
18世紀にはローヒラー族に支配され、このときに町は大きく発展した。その後支配者は何度も交替した。19世紀にゴルカ王国に支配された後、スガウリ条約によってデヘラードゥーンを含むガルワール東部はイギリスの支配下にはいった。イギリス統治下で1900年にハリドワールとの間に鉄道が開通し、一帯はリゾート地として発達した。
第二次世界大戦中、イギリスはデヘラードゥーン郊外に2つの収容所を建設し、イタリア人やドイツ人を収容した。この施設に収容された有名な人物に『セブン・イヤーズ・イン・チベット』原作の作者であるハインリヒ・ハラーがある。
心臓発作を起こしたネルー首相は療養のために1964年5月にデヘラードゥーンを訪れた。ネルーは5月26日にデリーに戻ったが、その翌日に死亡した。
2000年にウッタラーカンド州が成立したときデヘラードゥーンは暫定州都とされたが、ゲールセーンを州都とすべきであるという意見も強く、暫定でない州都はなかなか決まらなかった。2008年に調査委員会が設けられて5つの候補地が検討され、デヘラードゥーンがもっとも適当であり、地震の危険が大きいゲールセーンは州都に向かないという結論が出された。2020年にデヘラードゥーンが冬の州都、ゲールセーンが夏の州都と決められた。夏と冬で州都が2つあるのはインドでジャンムー・カシミール州に続いて2つめである。

## 観光
マスーリーなどの避暑地、著名な寺院などがある。
デヘラードゥーンにはチベット仏教寺院である亡命ミンドルリン寺、およびダライ・ラマ14世に捧げられた高さ103フィート（31メートル）の仏像がある。

## 気候
ケッペンの気候区分では温帯であり、冬季、暑季(夏季)、雨季の3つに分かれる。冬季は最低気温も10℃を下回る日が多く、適度な降水のある冷涼な気候である。市街地で雪が観測されることはほとんどない。夏季は5月前後であり、インドの他都市同様に雨季に入る前に一年で一番暑くなり乾燥し、35℃越えの日も多い。6月中ごろから9月までは本格的な雨季で、特に雨季の中盤の7・8月はインド国内でも有数の降水量を観測するほどの莫大な雨が降る。極端な高温は雨季の期間中は珍しく、高温多湿な期間である。インド国内の他都市と比べて乾季と呼べるほどの乾燥した月は短い。
| デヘラードゥーンの気候 | デヘラードゥーンの気候 | デヘラードゥーンの気候 | デヘラードゥーンの気候 | デヘラードゥーンの気候 | デヘラードゥーンの気候 | デヘラードゥーンの気候 | デヘラードゥーンの気候 | デヘラードゥーンの気候 | デヘラードゥーンの気候 | デヘラードゥーンの気候 | デヘラードゥーンの気候 | デヘラードゥーンの気候 | デヘラードゥーンの気候 |
| 月                     | 1月                    | 2月                    | 3月                    | 4月                    | 5月                    | 6月                    | 7月                    | 8月                    | 9月                    | 10月                   | 11月                   | 12月                   | 年                     |
| ---------------------- | ---------------------- | ---------------------- | ---------------------- | ---------------------- | ---------------------- | ---------------------- | ---------------------- | ---------------------- | ---------------------- | ---------------------- | ---------------------- | ---------------------- | ---------------------- |
| 最高気温記録 °C （°F） | 24.6 (76.3)            | 31.2 (88.2)            | 37.2 (99)              | 40.8 (105.4)           | 42.8 (109)             | 44.6 (112.3)           | 40.6 (105.1)           | 37.2 (99)              | 36.6 (97.9)            | 36.1 (97)              | 30.6 (87.1)            | 27.4 (81.3)            | 44.6 (112.3)           |
| 平均最高気温 °C （°F） | 19.3 (66.7)            | 21.5 (70.7)            | 26.4 (79.5)            | 32.1 (89.8)            | 35.6 (96.1)            | 34.8 (94.6)            | 30.5 (86.9)            | 29.4 (84.9)            | 29.7 (85.5)            | 28.5 (83.3)            | 25.0 (77)              | 21.1 (70)              | 27.8 (82)              |
| 平均最低気温 °C （°F） | 6.0 (42.8)             | 7.8 (46)               | 12.0 (53.6)            | 16.7 (62.1)            | 20.7 (69.3)            | 23.0 (73.4)            | 22.8 (73)              | 22.4 (72.3)            | 20.8 (69.4)            | 15.7 (60.3)            | 10.4 (50.7)            | 6.8 (44.2)             | 15.4 (59.7)            |
| 最低気温記録 °C （°F） | −1.1 (30)              | −1.1 (30)              | 2.2 (36)               | 7.2 (45)               | 11.3 (52.3)            | 13.1 (55.6)            | 13.2 (55.8)            | 18.0 (64.4)            | 14.3 (57.7)            | 8.4 (47.1)             | 2.8 (37)               | 0.0 (32)               | −1.1 (30)              |
| 降水量 mm （inch）     | 55.0 (2.165)           | 58.8 (2.315)           | 49.0 (1.929)           | 22.5 (0.886)           | 41.7 (1.642)           | 201.8 (7.945)          | 672.6 (26.48)          | 728.2 (28.669)         | 296.5 (11.673)         | 49.8 (1.961)           | 8.6 (0.339)            | 24.4 (0.961)           | 2,208.9 (86.965)       |
| % 湿度                 | 72                     | 66                     | 57                     | 46                     | 48                     | 66                     | 85                     | 86                     | 81                     | 69                     | 68                     | 71                     | 67.9                   |
| 出典1：IMD             |                        |                        |                        |                        |                        |                        |                        |                        |                        |                        |                        |                        |                        |
| 出典2：MyWeather.com   |                        |                        |                        |                        |                        |                        |                        |                        |                        |                        |                        |                        |                        |

## 交通

### 航空
- ジョリー・グラント空港（Jolly Grant Airport）：市街から南東に22kmの位置にある空港。IATAコードはDED。デヘラードゥーン空港とも呼ばれる。

## スポーツ
2011年南アジア冬季競技大会が開催された。開会式、アイススケート、アイスホッケーがデヘラードゥーンにて行なわれ、スキー競技は近郊のアウリにて開催された。

## ゆかりの人物
- シュリヤ・サラン - 女優、モデル
- ムハンマド・ナーディル・シャー - アフガニスタンの国王、当地で生誕
- アシュワニ・グプタ - 日産自動車最高執行責任者